# Beilschmiedia dalzellii
Beilschmiedia dalzellii är en lagerväxtart som först beskrevs av Carl Daniel Friedrich Meisner, och fick sitt nu gällande namn av André Joseph Guillaume Henri Kostermans. Beilschmiedia dalzellii ingår i släktet Beilschmiedia och familjen lagerväxter. Inga underarter finns listade i Catalogue of Life.